# Karl Heinz Luckhardt

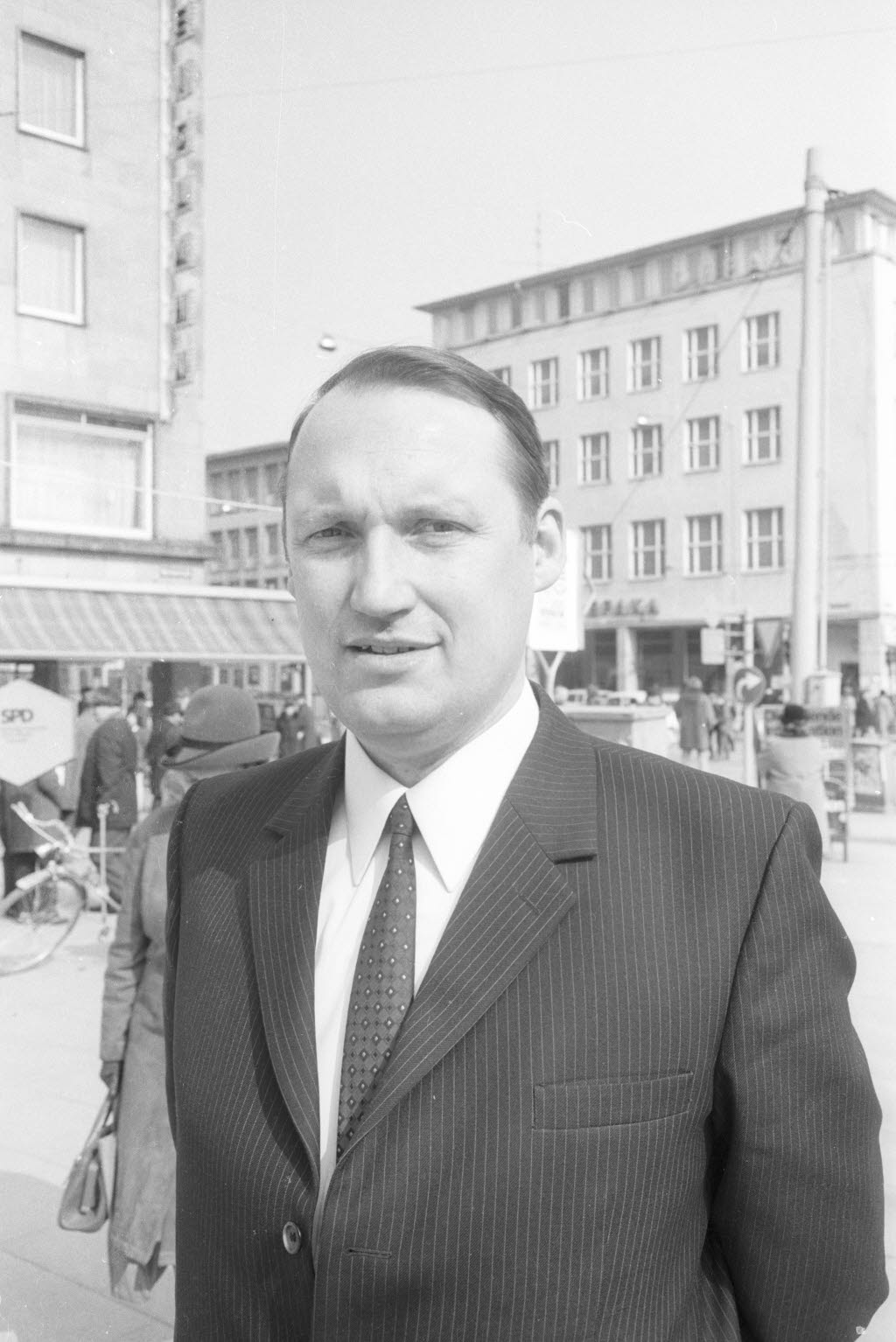
Karl Heinz Luckhardt (1971)

Karl Heinz Luckhardt (* 3. Mai 1932 in Bochum; † 11. August 2019 in Kiel) war ein deutscher SPD-Politiker. Er war Landtagsabgeordneter in Schleswig-Holstein und Oberbürgermeister von Kiel. Außerdem machte er sich um die Neuzüchtung von Nachtschattengewächsen verdient.
Während der NS-Herrschaft wurde Luckhardt der Besuch weiterführender Schulen wegen eines „nicht befriedigenden Ariernachweises“ verweigert. Er machte eine Malerlehre und arbeitete elf Jahre lang in diesem Beruf, anschließend dreieinhalb Jahre als Kranführer. Die Stiftung Mitbestimmung ermöglichte Luckhardt ein Studium (Volkswirtschaftslehre, Betriebswirtschaftslehre, Rechtswissenschaft und Soziologie) an der damaligen Akademie für Wirtschaft und Politik in Hamburg.
Im Jahre 1963 zog Luckhardt nach Kiel um, wo er bis 1971 wissenschaftlicher Assistent der SPD-Fraktion im Schleswig-Holsteinischen Landtag war. Von 1966 bis 1971 war er Abgeordneter der Kieler Ratsversammlung, zuletzt als Fraktionsvorsitzender der Ratsfraktion. 1971 errang er ein Landtagsmandat und wurde Parlamentarischer Geschäftsführer der SPD-Fraktion. Ab dem 1. November 1980 war Luckhardt Oberbürgermeister der Landeshauptstadt Kiel. Nach zwei sechsjährigen Wahlperioden ging er 1992 in den Ruhestand.
Seine Hobbys pflegte Luckhardt öffentlichkeitswirksam. Er spielte im Trio Die Maikaifer Gitarre und sang Arbeiterlieder. Zudem machte er eine Neuzüchtung aus Tomate und Kartoffel populär, die unter der Erde Kartoffeln sowie über der Erde Tomaten trägt und die er Tomatoffel (siehe auch Tomoffel) nannte. Einzelne Tomatoffel-Exemplare präsentierte er Gästen in Blumenkästen auf dem Rathausbalkon.